# Gold-filled

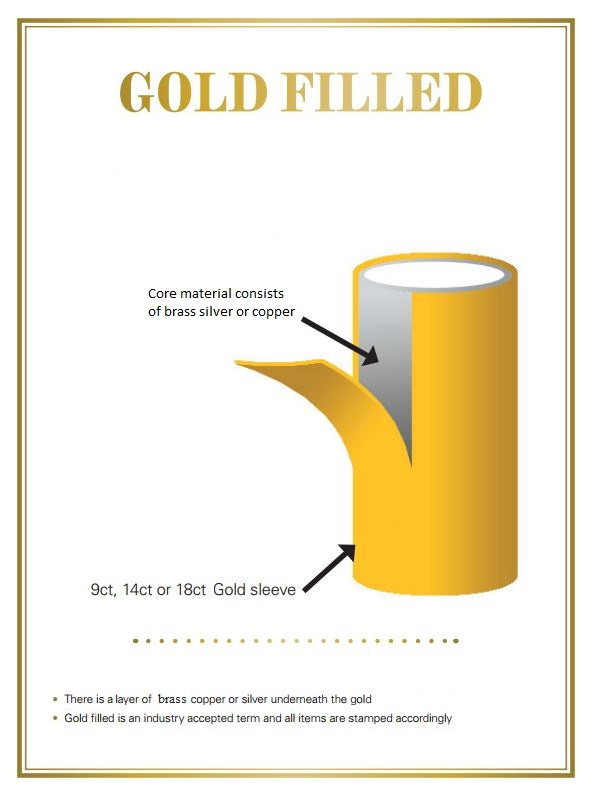
Schéma explicatif

Gold-filled, littéralement "or rempli", et rolled gold, sont des appellations légales anglophones concernant l'orfèvrerie. Il s'agit d'une enveloppe solide d'or qui est apposée à chaud ou par pression sur une base métallique telle que le cuivre. Aux États-Unis, la Federal Trade Commission définit la quantité minimum d'or sur le bijou : si l'objet est « Gold filled 10kt », cela signifie que la couche d'or doit titrer au moins 10 carats, mais aussi faire 1/10e du poids total de l'objet ; si l'objet est qualifié « Gold-filled 12 kt » ou supérieur (par exemple « Gold-filled 14 kt » ou « Gold-filled 18 kt »), cela signifie que l'enveloppe d'or doit titrer au moins le nombre de carats indiqué, soit 50 %, 58 % ou 75 %, et aussi faire 1/20e du poids total de l'objet, soit 5 %. La Federal Trade Commission autorise l'utilisation du terme rolled gold plate pour les articles dont l'épaisseur d'or est inférieure à celle requise pour le gold-filled.